# أدولف مينزل

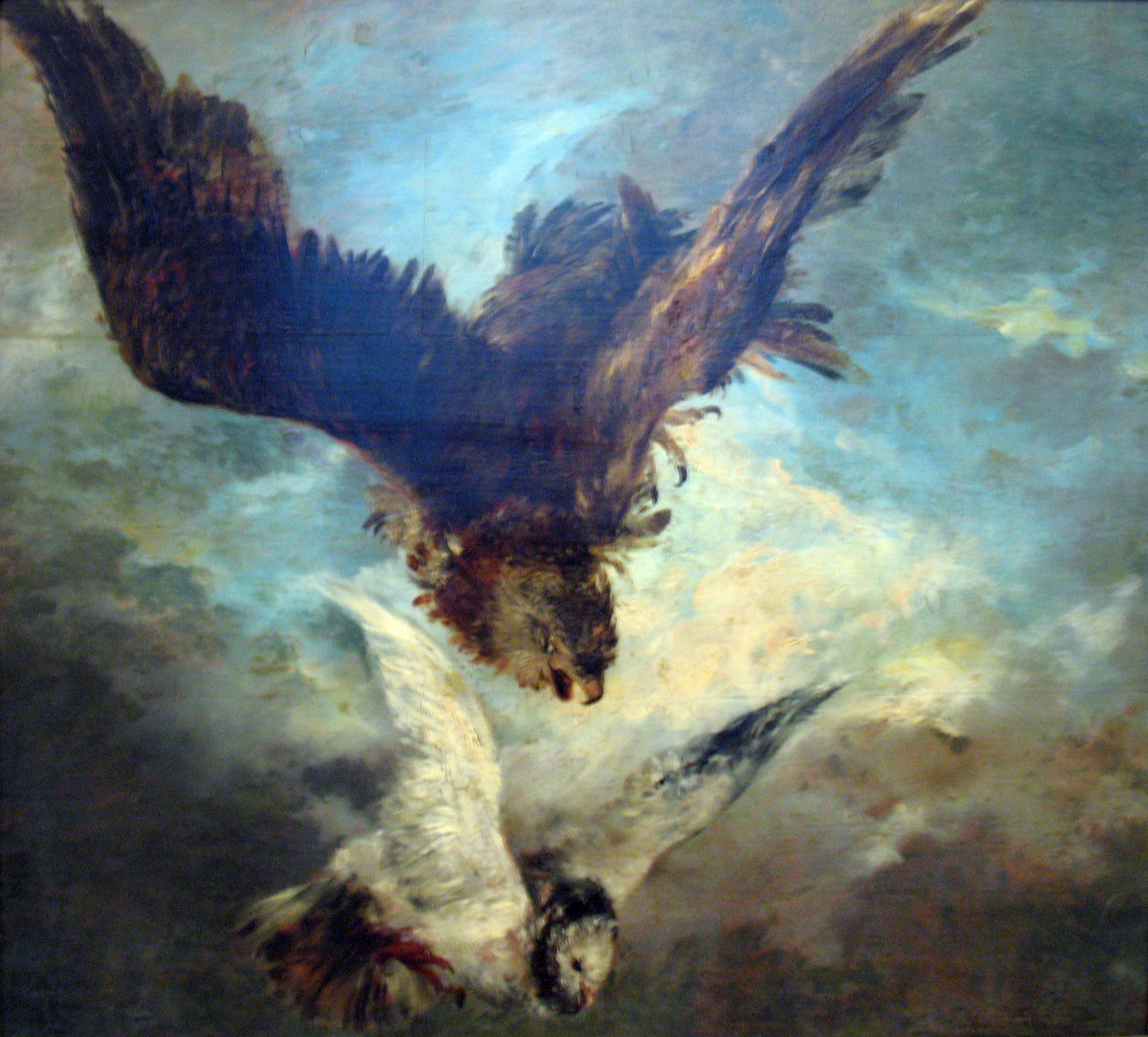
صَّقرُ يهاجم حَمامة بريشة أدولف مينزل 1844. المعرض الوطني القديم في برلين.

أدولف فون مينزل (بالألمانية: Adolph von Menzel) (و. 1815 – 1905 م) هو رسام، ورسام توضيحي ألماني، ولد في فروتسواف، وكان عضوًا في الأكاديمية الملكية للفنون، توفي في برلين، عن عمر يناهز 90 عاماً.
حظي مينزل بشعبية واسعة في بلده خاصة بسبب لوحاته التاريخية لدرجة أن القليل من لوحاته الرئيسية قد غادرت ألمانيا، إذ وضع الكثير منها في متاحف مدينة برلين. نُشرت أعماله (وخاصة رسوماته) على نطاق واسع، إلى جانب بعض اللوحات غير الرسمية التي لم تكن مخصصة للعرض في البداية والتي ساهمت إلى حد كبير في ازدياد شهرته بعد وفاته.
وعلى الرغم من أنه سافر بحثًا عن مواضيع للوحاته ولزيارة المعارض ولقاء فنانين آخرين، فقد أمضى مينزل معظم حياته في برلين، وكان منعزلًا عن الآخرين على الرغم من صداقاته العديدة. من المحتمل أنه شعر بالغربة اجتماعيًا لأسباب جسدية، إذ امتلك مينزل رأسًا كبيرًا، وقدر طوله بنحو 4 أقدام وست بوصات (1.37 متر).

## السيرة الذاتية
حياته المهنية
ولد مينزل لأبوين ألمانيين في برسلاو في سيليزيا البروسية (بولندا) في 8 ديسمبر من عام 1815. عمل والده بالطباعة الحجرية وأراد تعليم ابنه ذلك، ومع ذلك لم يكبح ميوله الفنية. أقام مينزل ورشة عمل حجرية في منزله في عام 1818 بعد استقالته من منصبه التدريسي. انتقلت عائلته إلى برلين في عام 1830، واضطر أدولف في عام 1832 إلى تولي أعمال الطباعة الحجرية عند وفاة والده. درس أدولف في عام 1833 لفترة وجيزة في أكاديمية برلين للفنون، حيث درس القوالب الجصية والتماثيل القديمة، تعلم مينزل بعد ذلك بشكل شخصي. نشر لويس فريدريك ساش أول أعماله من برلين في عام 1833، وكان عمله عبارة عن ألبوم من رسومات بالقلم الجاف والحبر منسوخة على الحجر لتوضيح قصيدة غوته القصيرة.
رسم في الفترة بين عامي 1839 و1842 نحو 400 لوحة، ونشر في ألمانيا تقنية النقش على الخشب بشكل كبير لتصوير تاريخ فريدريك العظيم من قبل فرانز كوغلر. قام في وقت لاحق برسم لباس الجيش تحت قيادة فريدريك العظيم، ورسم جنود فريدريك العظيم. وأخيراً قام بأمر من الملك فريدريك فيلهلم الرابع برسم أعمال فريدريك العظيم (1843-1849). تعاطف بشكل كبير مع الملك البوروسي. ذكر في إحدى رسائله إلى يوان ياكوب ويبر إنه كان يعتزم رسم الملك كرجل مكروه ومحبوب على حد سواء، تمامًا كما كان، أي كرجل من عامة الناس. أثبت مينزل من خلال هذه الأعمال ادعائه بأنه أحد أول الفنانين إن لم يكن الأول في ذلك الوقت ضمن هذا المجال.
جاءت شهرة مينزل من الرسوم التصويرية للملك البوروسي فريدريك العظيم في القرن الثامن عشر. وكذلك لتفانيه في تحري الدقة التاريخية والاهتمام بالتفاصيل. حرص مينزل أيضًا على إجراء أبحاث حول المواضيع التي كان يرسمها. أصبح مينزل منذ عام 1840 وما بعده معروفًا بلوحاته ورسوماته الصغيرة. والتي صورت أفكاره غير التقليدية.
بدأ مينزل أيضًا دراسة فن الرسم دون معلم، وسرعان ما رسم عددًا كبيرًا ومتنوعًا من الصور. أظهرت لوحاته باستمرار دقة شديدة وصادقة في المواضيع التي تتناول حياة وإنجازات فريدريك العظيم، ومشاهد من الحياة اليومية. دعي لرسم حفل تتويج ويليام الأول في كوينجزبرج وقدم تمثيلًا دقيقًا للحفل دون الاخذ بعين الاعتبار تقاليد الرسم.
أعجب أوتو فون بسمارك وويليام الأول بلوحات مينزل خلال حياته، واستخدمت بعد وفاته كملصقات انتخابية من قبل أدولف هتلر.

## سنواته الأخيرة

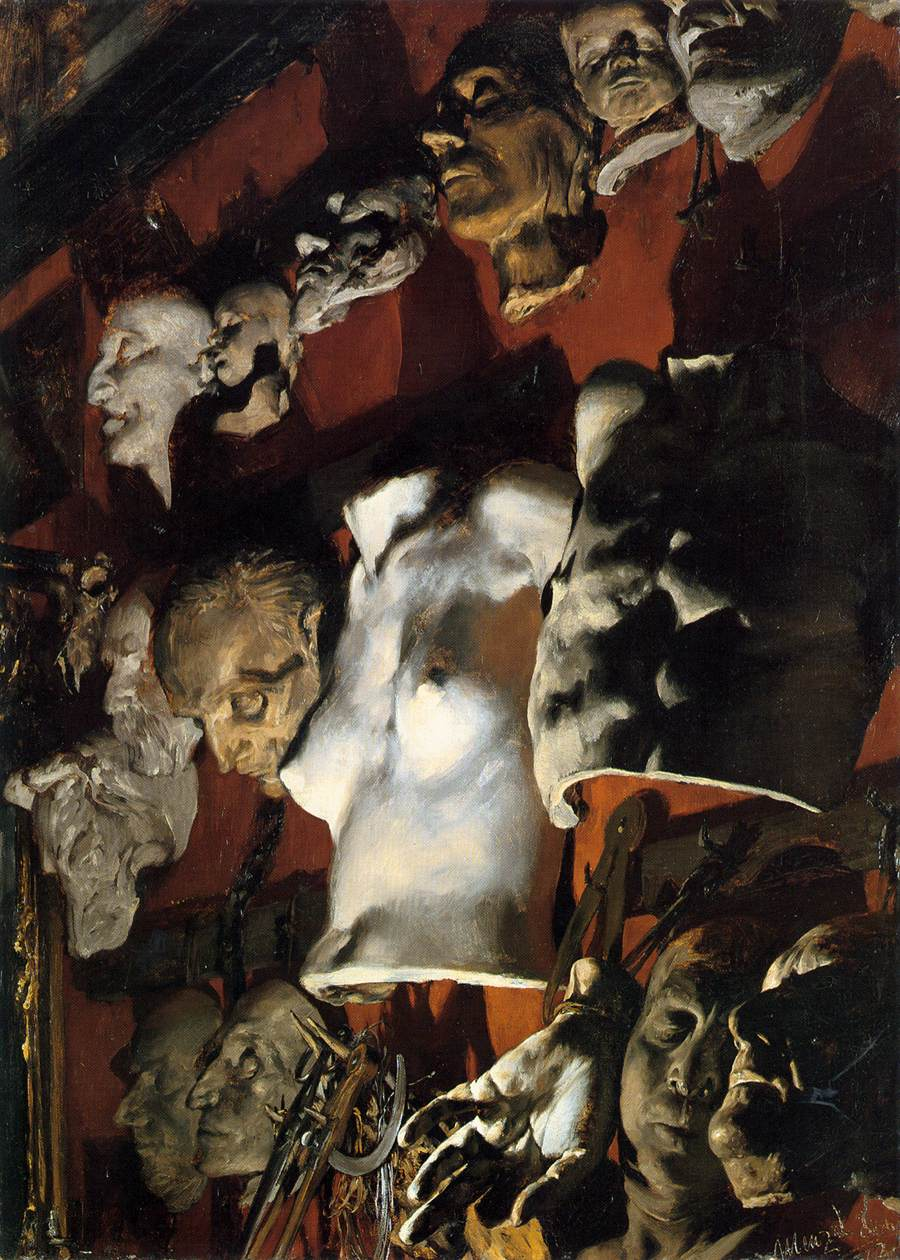
جدار الاستوديو بريشة أدولف مينزل من عام 1872. في صالة متحف كونستهالي هامبورغ.

حازت لوحاته التي كانت متاحة للجمهور داخل ألمانيا وفن الطليعية الفرنسية أيضًا على إعجاب الكثيرين، أعجب إدغار ديغا بأعماله واصفا إياه بأنه «أعظم رسام محترف حي».
على الرغم من ابتعاد مينزل عن الآخرين فقد اشتهر بالتزامه اجتماعيًا. حصل في ألمانيا على العديد من الأوسمة، وأصبح في عام 1898 الرسام الأول الذي نال نيشان فرسان العقاب الأسود، وبحكم تلقي الوسام فقد أصبح مينزل من النبلاء ونال اسم أدولف فون مينزل. وقد أصبح أيضًا عضوًا في أكاديمية الفنون الجميلة في باريس والأكاديمية الملكية في لندن. أشرف القيصر على ترتيبات جنازته بعد وفاته في عام 1905 في برلين وسار خلف نعشه.

## جوائز
حصل على جوائز منها:
- النيشان البافاري الماكسيميلياني للعلوم والفن (1874)
- وسام الاستحقاق للفنون والعلوم
- مواطن فخري في برلين"Abgeordnetenhaus von Berlin – Adolph von Menzel". مؤرشف من الأصل في 2018-01-18.
- نيشان فرسان العقاب الأسود.

## روابط خارجية
- هاينريش فون مينزل على موقع الموسوعة البريطانية (الإنجليزية)
- هاينريش فون مينزل على موقع ميوزك برينز (الإنجليزية)